# Ljubčo Georgievski
Ljubčo Georgievski (in macedone Љубчо Георгиевски; Štip, 17 gennaio 1966) è un politico macedone.
È stato Primo ministro della Repubblica di Macedonia dal novembre 1998 al settembre 2002.
Nel 1990 ha fondato il Partito Democratico per l'Unità Nazionale Macedone (VMRO-DPMNE), che ha guidato in prima persona dal 1990 al 2003. Nel ruolo di Presidente del partito è stato succeduto da Nikola Gruevski.
Dal 2003 è alla guida di un soggetto politico chiamato Organizzazione Rivoluzionaria Nazionale Macedone - Partito popolare (VMRO-NP).